# Geografía de Uruguay

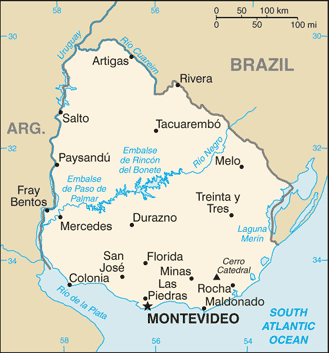
Mapa de Uruguay.

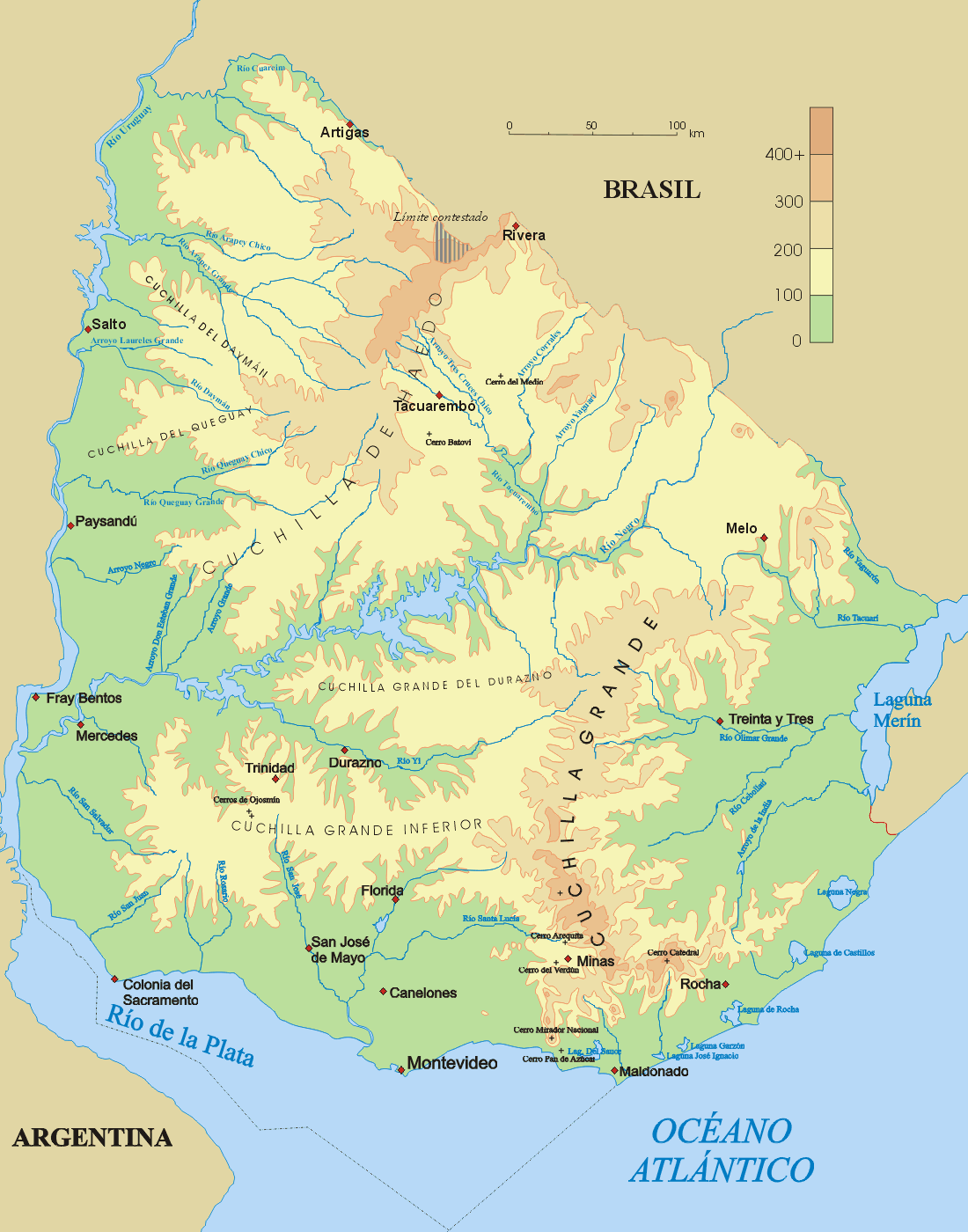
Mapa físico de Uruguay.

Uruguay está situado en el sureste de América del Sur y limita al sur con el océano Atlántico, entre Argentina y Brasil. Se encuentra en el hemisferio sur en la costa atlántica de América del Sur entre 53 y 58 de longitud oeste y 30 y 35 de latitud sur. Limita al oeste con Argentina, al norte y noreste con Brasil, y al sureste con el océano Atlántico, que conforma la costa uruguaya.
Al sur, está frente al Río de la Plata, un amplio estuario que se abre hacia el Atlántico Sur. Montevideo, la capital y el principal puerto, se encuentra a orillas del Río de la Plata y se encuentra aproximadamente a la misma latitud que Ciudad del Cabo y Sídney. Uruguay es la nación hispanohablante más pequeña de Sudamérica, con una superficie terrestre de 176.215 km² (de la que 175.016 km² es la suma total de los departamentos y 1.199 km² comprende la suma de los lagos artificiales del Río Negro).
Ejerce, además, su soberanía sobre varias islas ubicadas en el Río Uruguay (con un total de 105 km²), 16.799 km² de aguas jurisdiccionales en el Río Uruguay, Río de la Plata (a excepción del enclave de la Isla Martín García, perteneciente a la República Argentina) y Laguna Merín; y un área de mar territorial de 125.057 km². A su vez, Uruguay mantiene dos límites contestados con Brasil acerca de los territorios conocidos como Isla Brasilera y Rincón de Artigas, que ocupan un área de 237 km². El área total del territorio uruguayo abarca 318.413 km². Además, Uruguay es el único Estado soberano cuyo territorio no se extiende al norte del paralelo 30 sur (considerando la Isla Nugent como el punto extremo norte de Nueva Zelanda); por lo cual Uruguay es el país más meridional del mundo. También es la única nación sudamericana situada completamente al sur del Trópico de Capricornio, así como una de solo cuatro en el mundo (junto a Lesotho, Eswatini y Nueva Zelanda).

## Límites

### Tamaño de la frontera
- Total: 1564 km
- Límites por país: con Argentina 579 km, con Brasil 985 km.

### Límites con Argentina
- Río Uruguay:

-Desde la Isla Brasilera hasta el norte del Ayuí se sigue la línea media del cauce del río Uruguay (según la configuración que tenía antes de la construcción de la represa de Salto Grande).
-Desde el Ayuí hasta el archipiélago frente a la localidad de Nuevo Berlín, el límite sigue el canal de navegación hasta la bifurcación de éste en el canal de La Filomena y el canal del Medio.
-En la bifurcación entre ambos canales existe dos tipos de límites:
a) para las aguas, el canal de La Filomena
b) para las islas, el canal Del Medio.
-Desde la confluencia de ambos canales hasta el paralelo que pasa por Punta Gorda (desembocadura del río Uruguay) se retoma el canal de navegación o talweg.
- Río de la Plata:

-Desde el paralelo de Punta Gorda hasta la línea que une Punta Espinillo con Punta Piedras (Argentina), es el canal de navegación.
-Y desde éste hasta la línea que une Punta del Este con Punta del Cabo San Antonio (Argentina) se estableció la línea media.
- Océano Atlántico: se fijó una línea convencional del Río de la Plata hasta las 200 millas.

### Límites con Brasil
- Sector 1) Río Cuareim:

-En la confluencia de los ríos Uruguay y Cuareim, en el sector de la Isla Brasilera, no existe acuerdo total entre ambos países ("límite contestado").
-En el río Cuareim, desde la Isla Brasilera hasta la desembocadura del arroyo de la Invernada, las aguas son comunes (álveo).
-En el sector comprendido entre los arroyos de la Invernada, Maneco y cuchilla Negra, es "límite contestado" (Rincón de Artigas).
- Sector 2) Cuchilla Negra:

-En las cuchillas Negra y Santa Ana (hasta la Cañada del Cementerio) se sigue la divisoria de aguas, excepto en el tramo comprendido entre el marco Sobradinho y el Cerro de las Canteras, es decir, entre las ciudades de Rivera y Santana do Livramento, aquí se ha marcado una línea convencional (una calle).
- Sector 3) Cañada del Cementerio - Río Yaguarón:

-Desde la Cañada del Cementerio hasta la confluencia con la Cañada de la Cerrillada se utiliza como límite el álveo; sigue una línea recta hasta la parte norte del arroyo San Luis.
-En el sector del bañado se ha establecido una línea convencional hasta el arroyo San Luis.
-En el San Luis hasta su desembocadura en el río Negro se vuelve al álveo.
-Desde la barra del arroyo San Luis hasta las nacientes del arroyo de la Mina, en la Cuchilla Grande, se ha demarcado una línea recta convencional.
-En el arroyo de la Mina se utiliza el álveo, mientras que en el arroyo Yaguarón Chico, desde que desemboca en él el arroyo de la Mina, hasta su desembocadura en el río Yaguarón y en este río hasta antes que vierta sus aguas en la laguna Merín, el límite se establece en la línea media.
-En el bajo Yaguarón, por ser navegable, el criterio cambia y se rige por el talweg.
- Sector 4) Laguna Merín - Arroyo Chuy:

-Desde la desembocadura del río Yaguarón en la laguna Merín se establece una línea convencional recta, hasta un punto situado frente a Punta Muniz; entre dicho punto y Punta Parobé, es el talweg.
-Desde Punta Parobé hasta Punta Rabotieso es una línea quebrada convencional.
-Y desde aquí hasta la barra del arroyo San Miguel, se sigue la línea media, inclusive en el arroyo, hasta el lugar denominado Paso Real del San Miguel.
-Desde este paso hasta el Paso Real del arroyo Chuy, el límite es una línea recta convencional que separa a su vez las localidades Chuy de Chui (aquí es una calle).
-Desde el arroyo Chuy hasta su desembocadura en el Océano Atlántico, se consideran las aguas comunes (álveo).
- Sector 5) Océano Atlántico:

-El límite lateral marítimo toma como referencia la línea que parte del faro Chuy en forma perpendicular a la línea de costa. Esta línea forma un ángulo de 128° con el meridiano que pasa por el faro. Se extiende hasta las 200 millas.

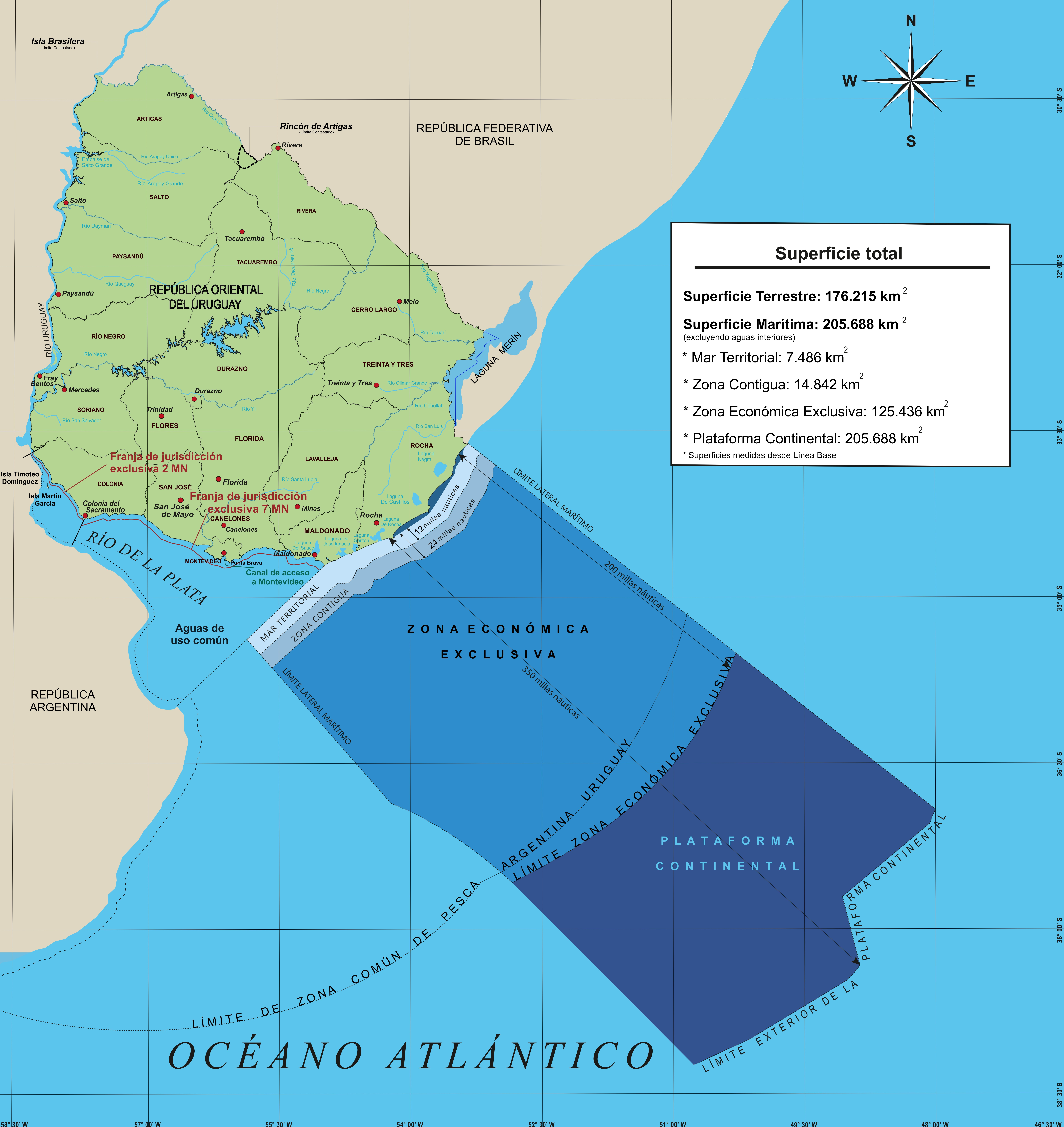
Mapa oficial del territorio marítimo uruguayo.

### Territorio marítimo
El territorio marítimo uruguayo se divide en tres zonas claras de acuerdo a la Convención de las Naciones Unidas sobre el Derecho del Mar (ratificada por Uruguay el 10 de diciembre de 1992), cada una con distintos niveles de jurisdicción:
- Mar territorial, es la franja de mar que todo Estado tiene derecho a establecer hasta un límite que no exceda de 12 millas náuticas, medidas a partir de líneas de base, allí el país ejerce su soberanía plena, pudiendo incluso negar el tránsito o la navegación a barcos de banderas extranjeras.
- Zona económica exclusiva, es el área situada más allá del mar territorial y adyacente a este comprendiendo 200 millas náuticas contadas desde las líneas de base a partir de las cuales se mide la anchura del mar territorial. La zona económica exclusiva uruguaya tiene una superficie de 125 436 km². Allí el país tiene derechos exclusivos a la explotación pesquera, así como también de los recursos del lecho y el subsuelo marino.
- Plataforma continental extendida, es la prolongación natural del continente que continúa más allá de la zona económica exclusiva del país. Se extiende hasta el borde exterior del talud continental o hasta una distancia de 350 millas náuticas, la que sea menor de las dos. Allí el país tiene derechos exclusivos a la explotación de los recursos del lecho y el subsuelo, pero no a la pesca. El 25 de agosto de 2009, Uruguay presentó ante una comisión de la ONU una solicitud para que se le reconocieran las 350 millas náuticas de plataforma continental extendida. La reclamación se basó en mediciones de profundidad y geofísicas realizadas por la Armada uruguaya para determinar el alcance de la plataforma continental uruguaya. En agosto de 2011 la comisión de la ONU que estudiaba la reclamación pidió mayor información científica y el 30 de agosto de 2016 la Comisión de Límites de la Plataforma Continental (CLPC), órgano técnico creado por la Convención de Naciones Unidas sobre el Derecho del Mar (CONVEMAR), comunicó su Recomendación acerca del establecimiento del límite exterior de la plataforma continental extendida uruguaya. Esta recomendación implica una extensión territorial para Uruguay de aproximadamente, 83 000 km², abarcando todo su margen continental y habilitándole a establecer la última frontera del país en las 350 millas marinas.

## Clima
El clima de Uruguay pertenece casi en su totalidad al clima subtropical húmedo (Cfa), también conocido como pampeano, a excepción de una franja muy pequeña de clima oceánico (Cfb) en el sudeste. Por encontrarse al sur del Trópico de Capricornio y al norte del círculo polar antártico, todo el territorio corresponde a la zona de clima templado.
El clima oceánico, atlántico o semi húmedo, está ubicado sobre las zonas costeras del Océano Atlántico, al sudeste del país y se debe a la influencia proveniente del océano Atlántico y del Río de la Plata. Afecta los departamentos de Maldonado, Rocha y sudeste de Canelones.

### Peligros naturales
Fuertes vientos estacionales (el pampero es un frío y, ocasionalmente, violento viento que sopla desde el norte de las pampas argentinas), sequías, lluvias torrenciales; a causa de la ausencia de montañas, las cuales actúan como barreras climáticas, todas las localizaciones son particularmente vulnerables a los rápidos cambios en el frente climático.

## Relieve
El relieve uruguayo está caracterizado por su escasa altitud, dividido en dos grandes áreas estructurales: las penillanuras y las llanuras. Representa una zona de transición entre la llanura pampeana y el escudo brasileño.
Si bien la altura media de 140 m s. n. m. puede considerarse baja, el relieve no se corresponde con una llanura típica, dada la presencia casi constante de cuchillas y sierras; a este tipo de relieve se le llama penillanura. Las elevaciones se encuentran asociadas a dos sistemas: la cuchilla de Haedo, al norte del río Negro, y la cuchilla Grande, al sur del mismo. De estos dos sistemas, se desprenden cuchillas de menor tamaño y elevación.
El punto más alto es el Catedral, ubicado en el Departamento de Maldonado, con 514 metros. Otras elevaciones destacadas son el cerro de las Ánimas y el Pan de Azúcar en Maldonado, el Arequita en Lavalleja, el de Montevideo con su fortaleza histórica y del que se supone deriva el nombre de la ciudad, y el Batoví, próximo al balneario Iporá, en Tacuarembó.
Las planicies o llanuras tienen generalmente suelo formado por sedimentación y muy fértil. Se encuentran principalmente en el litoral del río Uruguay, la costa del Río de la Plata y la costa atlántica, extendiéndose esta última a la laguna Merin y las cuencas de los ríos Olimar y Cebollatí.

### Puntos extremos
Punto más bajo: Océano Atlántico, 0 m s. n. m.
Punto más alto: Cerro Catedral, 514 m s. n. m., Departamento de Maldonado

### Principales elevaciones

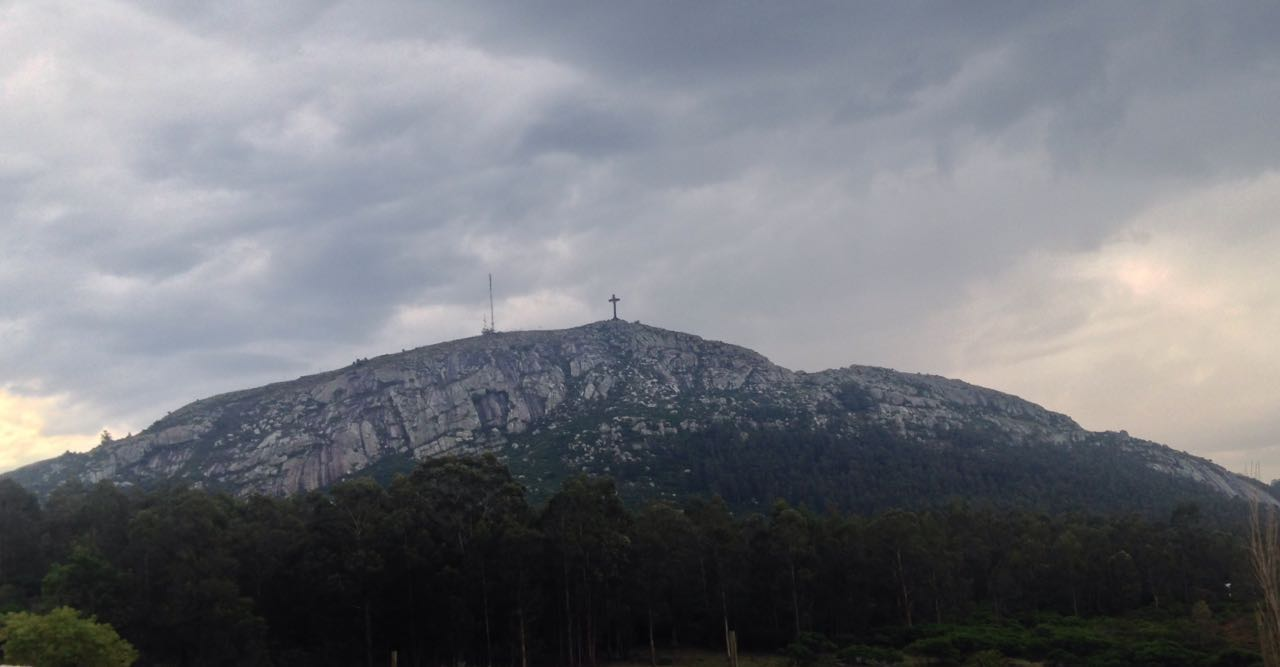
Cerro Pan de Azúcar, Maldonado
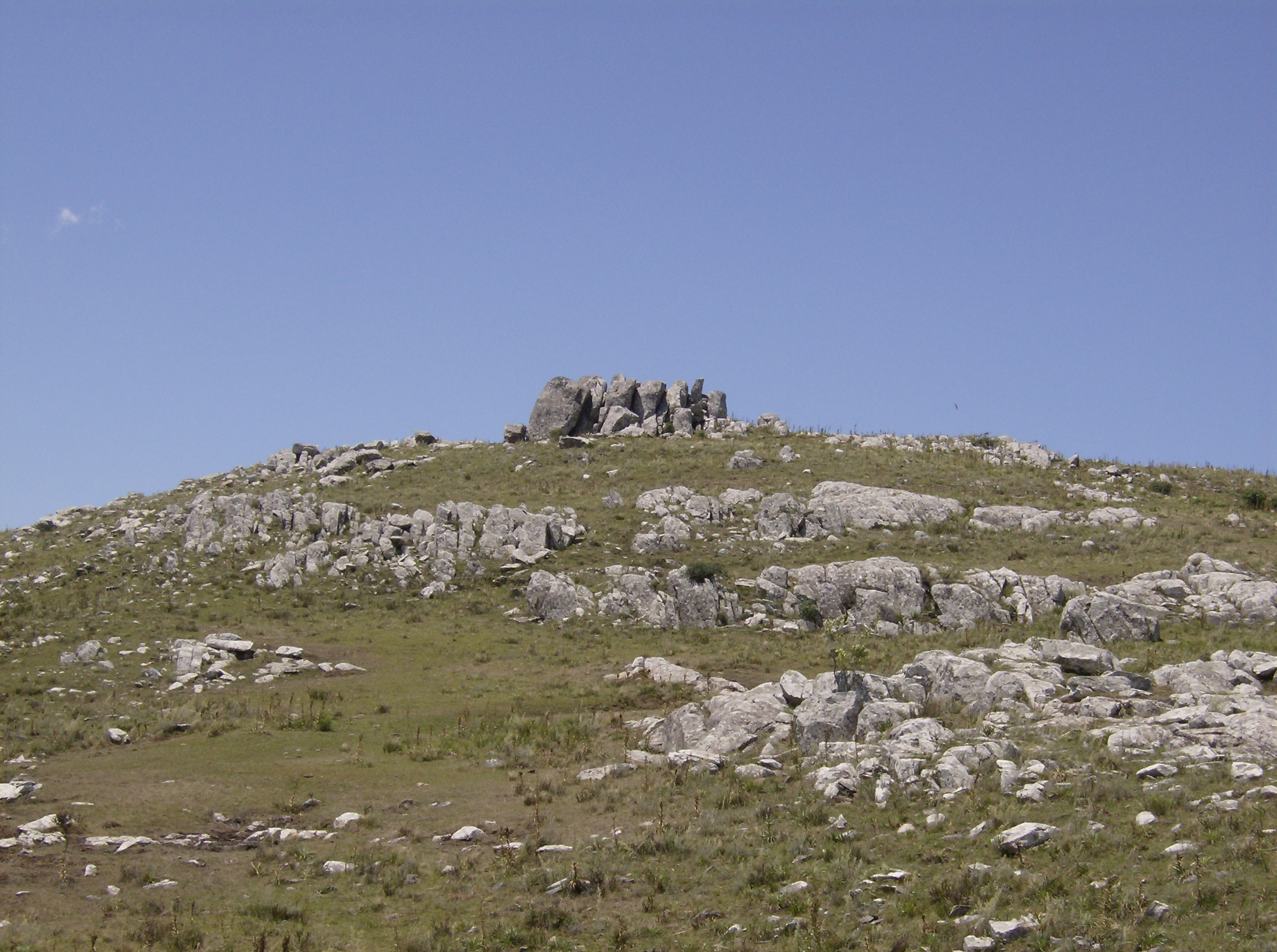
Cerro Catedral, Maldonado
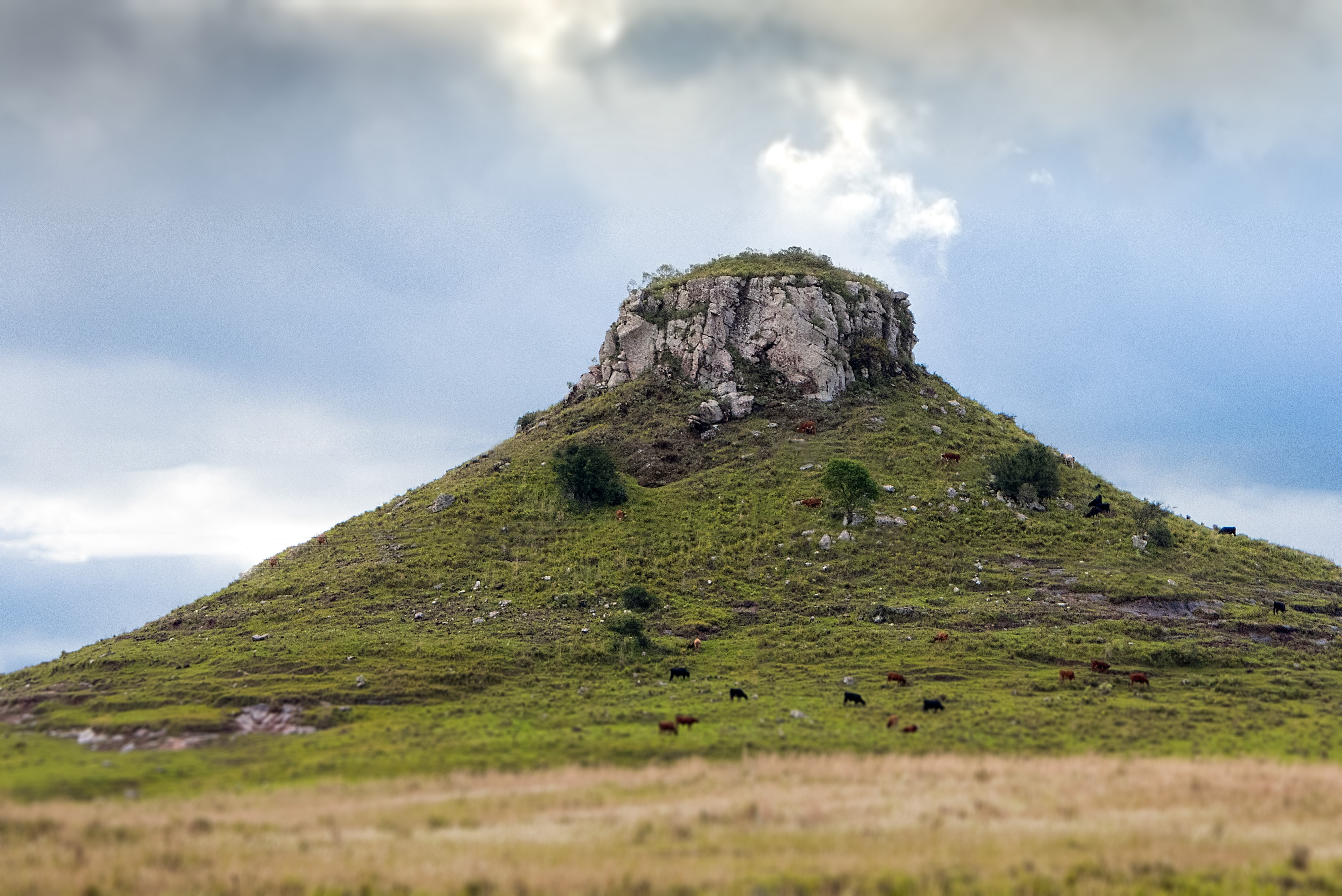
Cerro Batoví, Tacuarembó
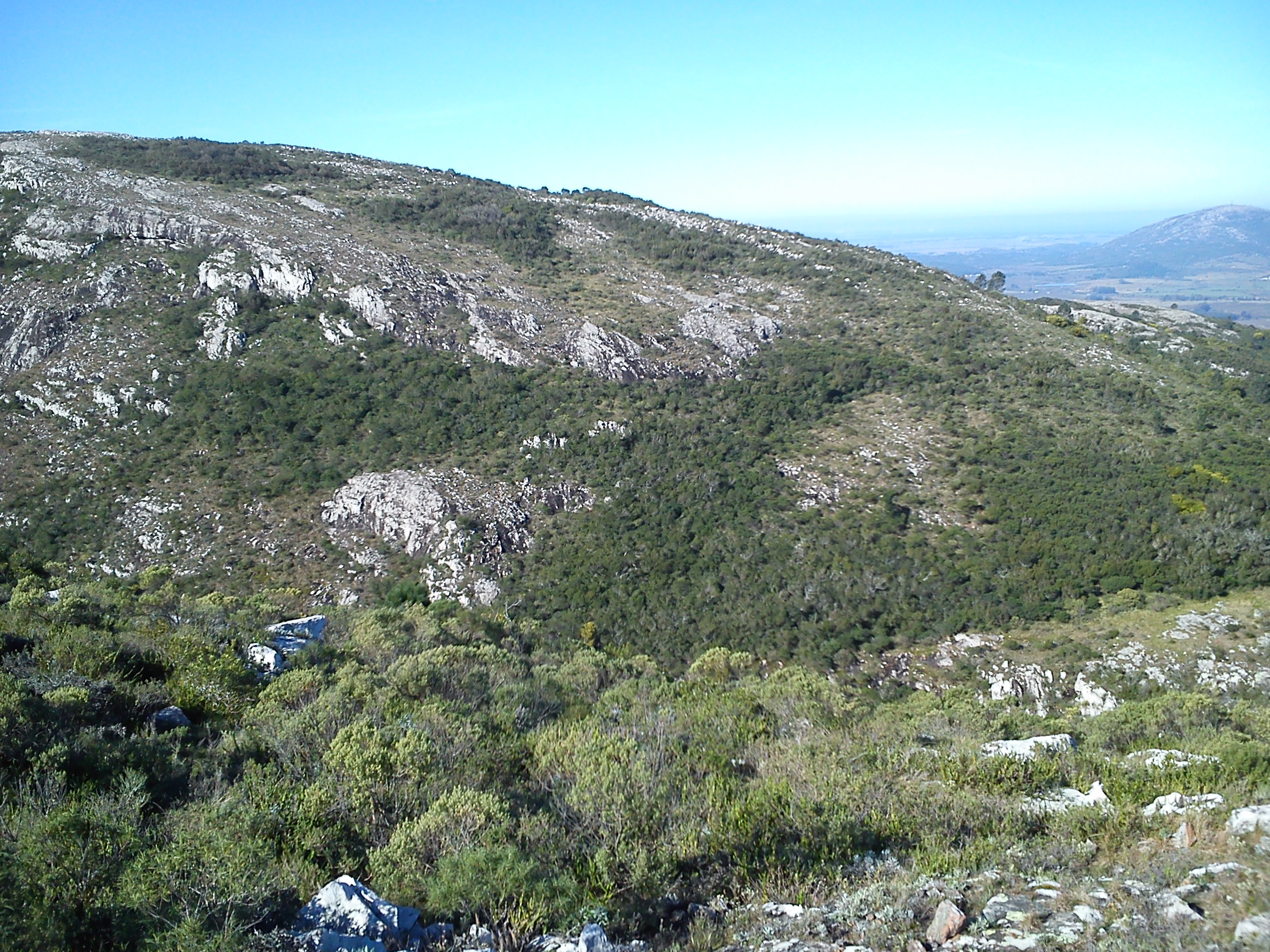
Cerro de las Ánimas, Maldonado
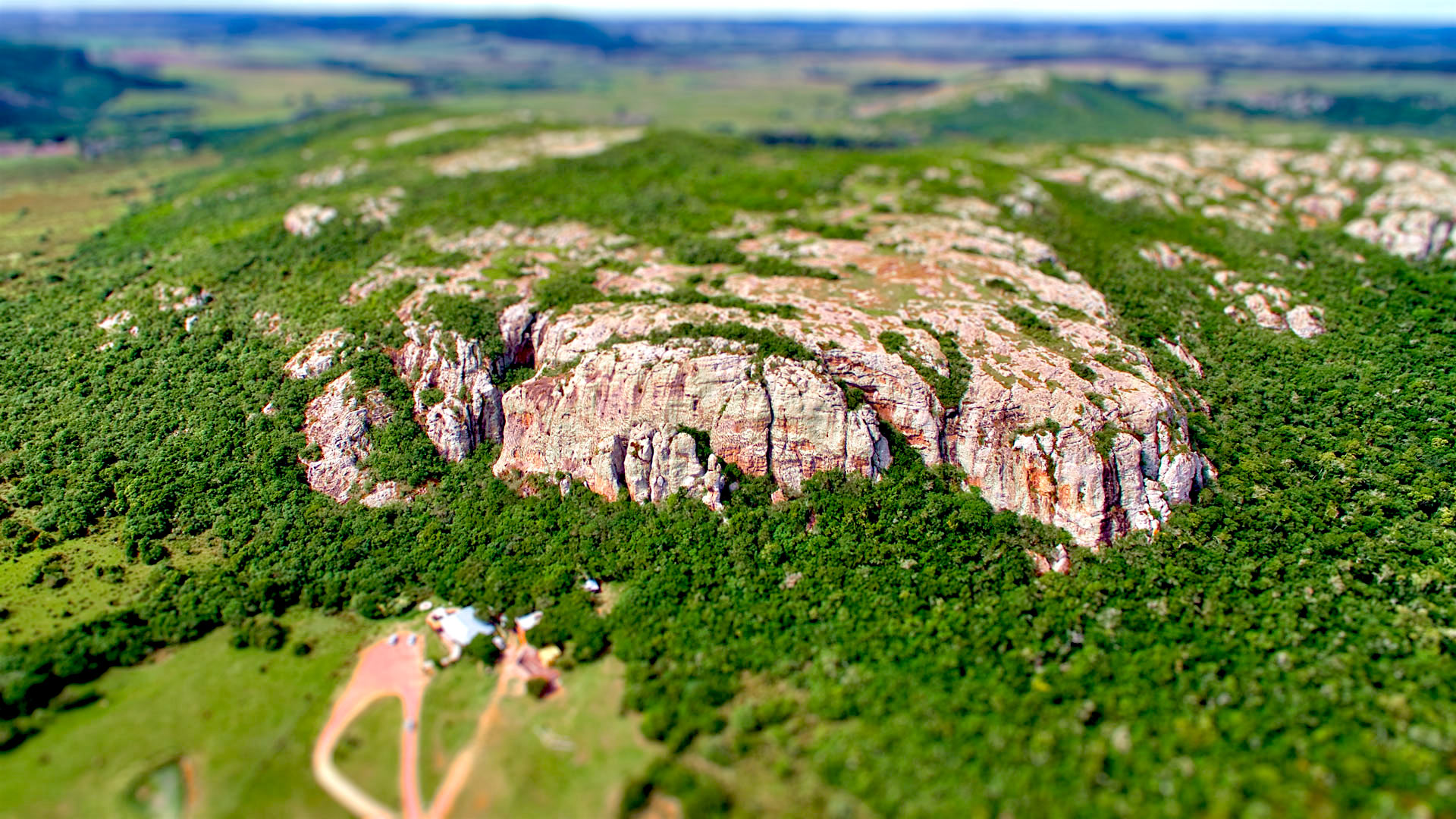
Cerro Arequita, Lavalleja

## Uso de la tierra
En las últimas décadas, Uruguay ha experimentado cambios en el uso de sus tierras, así como un creciente proceso de regionalización productiva.
| Uso                                         | 1961   | 1966   | 1970   | 1980   | 1990   | 2000   |
| ------------------------------------------- | ------ | ------ | ------ | ------ | ------ | ------ |
| Campo ganadero natural                      | 78,6%  | 74,7%  | 72,6%  | 70,3%  | 71,8%  | 66,2%  |
| Campo ganadero con mejoramientos extensivos | s/d    | 1,3%   | 2,7%   | 4,3%   | 1,8%   | 3,8%   |
| Campo ganadero con praderas artificiales    | s/d    | 1,8%   | 2,0%   | 2,8%   | 3,7%   | 6,8%   |
| Tierras con cultivos forrajeros anuales     | 3,5%   | 2,8%   | 1,8%   | 1,3%   | 1,9%   | 2,4%   |
| Tierras cultivadas                          | 7,8%   | 7,5%   | 6,4%   | 4,9%   | 3,5%   | 3,4%   |
| Frutales, viñedos y cultivos hortícolas     | 0,7%   | 0,6%   | 0,6%   | 0,6%   | 0,5%   | 0,4%   |
| Bosque nativo                               | 2,6%   | 2,4%   | 2,7%   | 2,5%   | 2,8%   | 3,3%   |
| Tierras forestales                          | 0,8%   | 0,8%   | 0,7%   | 1,0%   | 1,1%   | 3,8%   |
| Tierras improductivas                       | 1,7%   | 1,8%   | 2,4%   | 1,8%   | 1,2%   | 1,2%   |
| Otros usos                                  | 4,4%   | 6,4%   | 7,9%   | 10,5%  | 11,8%  | 8,7%   |
| Total                                       | 100,0% | 100,0% | 100,0% | 100,0% | 100,0% | 100,0% |

### Tierra irrigada
7.700 km² (1997 est.)

## Medio ambiente

### Problemas actuales
Entre los más graves están la contaminación de las aguas en sus principales cuencas, las consecuencias de una agricultura intensificada, y la pérdida de biodiversidad.

### Acuerdos internacionales
Es miembro de los siguientes tratados internacionales relacionados con la materia:
| Tratado                                                              | Firma              | Ratificación          |        |
| -------------------------------------------------------------------- | ------------------ | --------------------- | ------ |
| Tratado Antártico                                                    | —                  | 11 de enero de 1980   | [ 11 ] |
| Convención Marco de las Naciones Unidas sobre el Cambio Climático    | 4 de junio de 1992 | 18 de agosto de 1994  | [ 12 ] |
| Convención de las Naciones Unidas de Lucha contra la Desertificación | —                  | 17 de febrero de 1999 | [ 13 ] |

Notas
1. 1 2  Adhesión.
2. ↑  Junto con el instrumento de adhesión Uruguay realizó una declaración en la que, entre otras menciones de estilo y legalidad, declaró dejar «reservados los derechos que le corresponden en la Antártida de acuerdo con el Derecho Internacional».

Otros: Convenio sobre la Diversidad Biológica, Convención de Minamata sobre Mercurio, Convenio de Modificación Ambiental, Convención de las Naciones Unidas sobre el Derecho del Mar, Desertificación, Especie en peligro de extinción, Humedal, Impacto medioambiental del transporte marítimo, Protocolo de Kioto sobre el cambio climático, Protocolo de Montreal, Protocolo sobre Protección del Medio Ambiente del Tratado Antártico, Residuo peligroso, Tratado Antártico, Tratado de Prohibición Completa de los Ensayos Nucleares.

Ha firmado pero no ratificado[cita requerida]:
Convención sobre Pesca y Conservación de los Recursos Vivos de la Alta Mar, Convención para la Prevención de la Contaminación del Mar por Vertimiento de Desechos y Otras Materias.